# ملكة جمال الولايات المتحدة الأمريكية 1986
ملكة جمال الولايات المتحدة الأمريكية 1986 (بالإنجليزية: Miss USA 1986) هي مسابقة ملكة جمال الولايات المتحدة الأمريكية الخامسة والثلاثين في تاريخ مسابقة ملكة جمال الولايات المتحدة الأمريكية منذ انطلاقتها عام 1952، تم بث الحفل على الهواء مباشرة في 20 مايو من ميامي ، فلوريدا على شبكة سي بي إس وقد استضاف المسابقة بوب باركر. في ختام الحدث توجت كريستي فيشتنر من تكساس ملكة جمال الولايات المتحدة الأمريكية 1986، لتصبح الفائز الثاني على التوالي من ولاية تكساس.
حلت في مركز الوصيفة الأولى هالي بيري، الممثلة الحائزة على جائزة الأوسكار في المستقبل.

## النتائج

### المراكز النهائية
| النتائج النهائية                          | المتنافسة |
| ----------------------------------------- | --- |
| ملكة جمال الولايات المتحدة الأمريكية 1986 | - تكساس - كريستي فيشتنر |
| الوصيفة الأولى                            | - أوهايو - هالي بيري |
| الوصيفة الثانية                           | - جورجيا - تامي تيش |
| الوصيفة الثالثة                           | - ميسيسيبي - سيندي وليامز |
| الوصيفة الرابعة                           | - كاليفورنيا - كيلي بارسونز |
| أفضل 10                                   | - كارولاينا الجنوبية - ماريبث كاري - كارولاينا الشمالية - روندا نوبلس - إلينوي - تريشيا باخ - أوكلاهوما - تيريزا لوكاس - وايومنغ - بيث كينغ |

## المتسابقات
- ألاباما - هيذر هوارد
- ألاسكا - كيم كريستوفر تيلور
- أريزونا - جودي لي أرمسترونج
- أركنساس - روندا بلايلوك
- كاليفورنيا - كيلي بارسونز
- كولورادو - شيريل آن روليدير
- كونيتيكت - جينيفر بينوسيس
- ديلاوير - لين ماري تايلور
- مقاطعة كولومبيا - ديزيريه كيتنغ
- فلوريدا - كاثي روزنوينكل
- جورجيا - تامي تيش
- هاواي - توني كوستا
- أيداهو - كيلي كاترون
- إلينوي - تريشيا تيريز باخ
- إنديانا - ديان أندريسياك
- آيوا - هولي ويلكينز
- كانساس - أودرا أوكرمان
- كنتاكي - جاكي تايلور
- لويزيانا - سيليا برادي
- مين - آني لويس
- ماريلاند - كيلي كوهلر
- ماساتشوستس - شيلا باتريك بنسون
- ميشيغان - ليزا برناردي
- مينيسوتا - سينثيا جين بيترسون
- ميسيسيبي - باربرا ويبستر
- ميزوري - سيندي جين ويليامز
- مونتانا - لوري رايان
- نبراسكا - إلين ويثرو
- نيفادا - لانا غرانت
- نيو هامبشاير - ليندا ماري بولين
- نيو جيرسي - ليزا سمرور بيري
- نيو مكسيكو - هيذر هويل
- نيويورك - بيث لوفير
- كارولاينا الشمالية - روندا نوبلز
- داكوتا الشمالية - بيث آن ريميك
- أوهايو - هالي ماريا بيري
- أوكلاهوما - تيريزا لوكاس
- أوريغون - كيمبرلي آن ستلفيلد
- بنسلفانيا - شيري فيتزباتريك
- رود آيلاند - دونا سيلفا
- كارولاينا الجنوبية - ماريبث كاري
- داكوتا الجنوبية - لوري شوماخر
- تينيسي - كارين كومبتون
- تكساس - كريستي فيشتنر
- يوتا - ستيفاني ريبر
- فيرمونت - تريسي دانييل مورتون
- فرجينيا - مورين كارني ماكدونيل
- واشنطن - جاكلين ماكماهون
- فرجينيا الغربية - شونا ليونز
- ويسكونسن - بوني جوان بونيكسن
- وايومنغ - بيث كينغ

## روابط خارجية
- موقع ملكة جمال الولايات المتحدة الأمريكية الرسمي